# Architecture Belle Époque à Nice

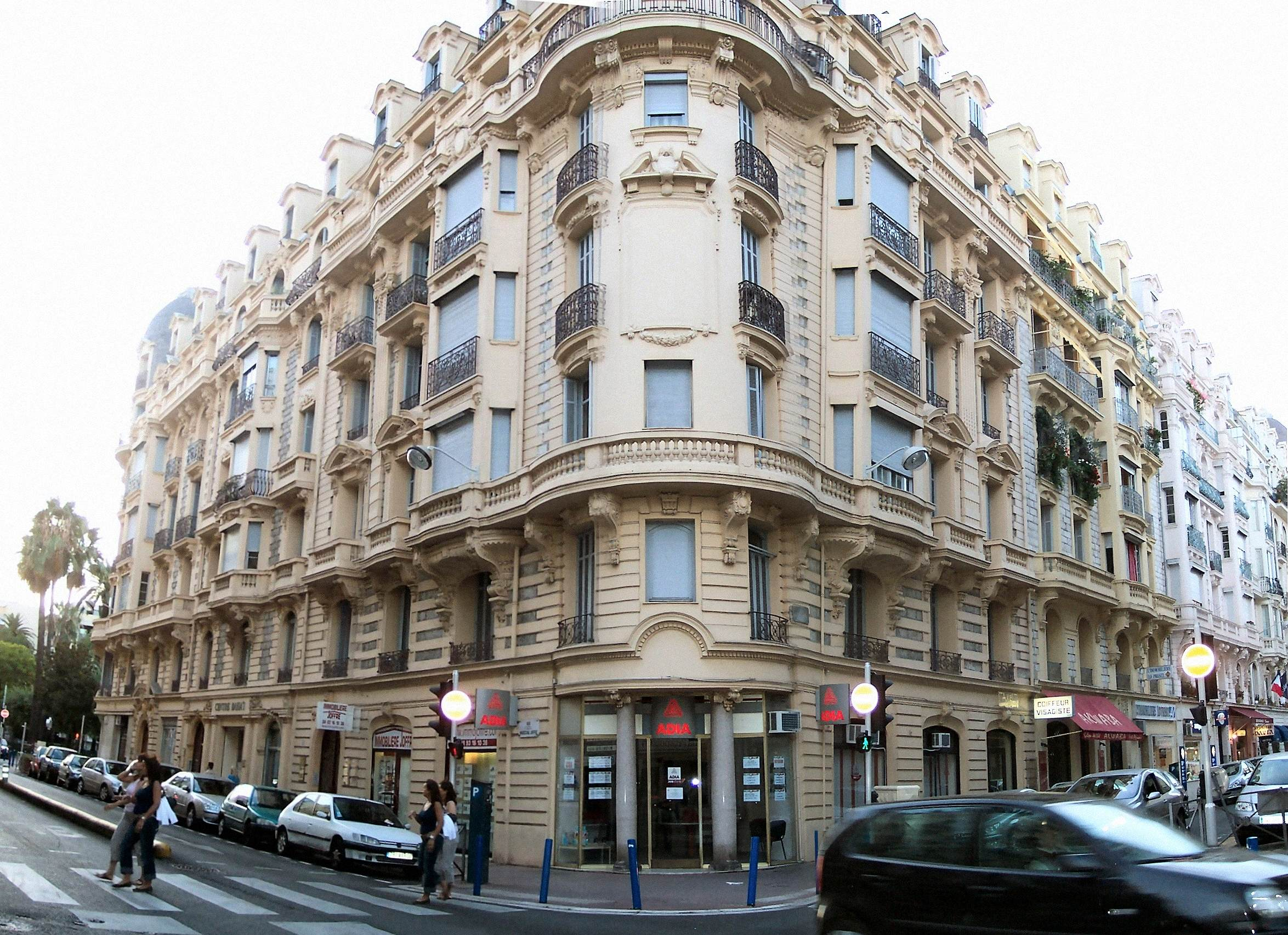
Un bâtiment avenue Maréchal-Joffre, Palais Donadei II puis Palais Albert 1 au 11bis rue Grimaldi, architecte Charles Dalmas, 1904.

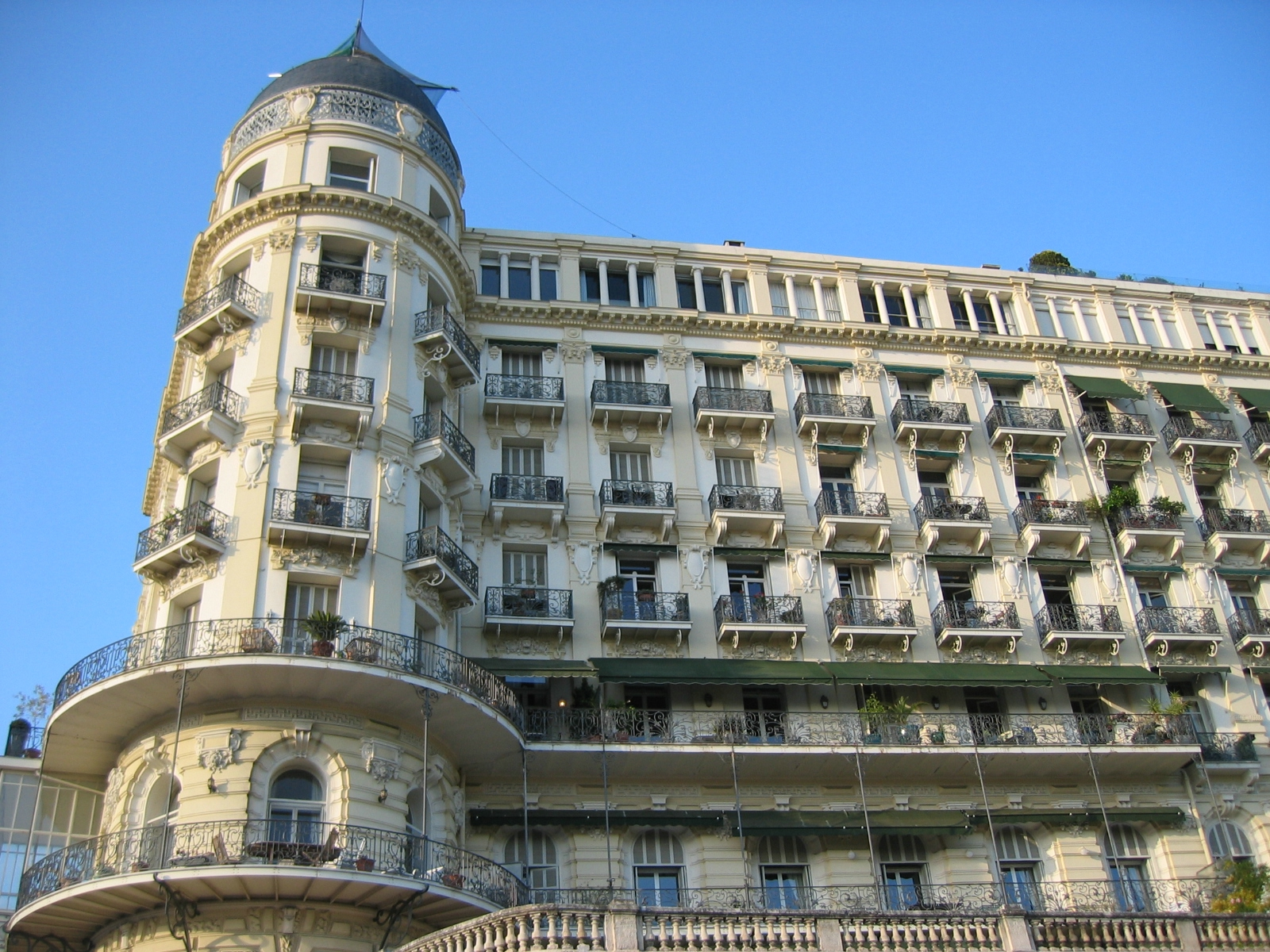
Le Regina à Cimiez.

L’architecture Belle Époque est le nom donné à un style architectural entre 1850 et 1925. Témoignant de la villégiature internationale du XIXe siècle, le climatisme d'hiver qui laisse la place après la Première Guerre mondiale à la balnéarité estivale provoque le développement d'une architecture variée modifiant le paysage urbain. Résidences construites pour le plaisir ou l'excentricité des hivernants (français ou étrangers), elles héritent le nom de folies en raison de leurs extravagances architecturales : châteaux, villas qui associent de vastes jardins à de belles vues sur la baie des Anges, isbas, manoirs et palais urbains (à la façade allongée sur la rue) mélangent de nombreux styles architecturaux qui illustrent l'éclectisme de la Côte d'Azur. 

## Présentation
Pour certains la période Belle Époque va de 1870 à 1914, mais pour Nice il est plus commode de l'étendre (comme le fait l'historien Michel Steve) de  1860 à 1914. Ainsi définie, c'est une période où l'on construit de nombreux bâtiments remarquables et qui voit sortir de terre le quartier des Musiciens.
Les palais de Nice utilisent les techniques de décoration de l'architecture nouvelle : parmi elles, le traitement des façades et des toitures. Ainsi les simples balcons niçois vont évoluer vers des oriels. Pour singulariser leur création, les architectes vont fabriquer un décor (limité au public de la rue) en faisant appel à des placages de reliefs en stuc, des colonnades, des cariatides, etc. Parfois, le toit va déborder à la manière toscane avec des consoles servant de décoration. Plus original encore, les angles du palais au carrefour des rues seront très souvent surmontés d'une coupole fièrement dressée, de forme sphérique ou souvent allongée. Celle-ci sera couverte d'ardoises, à la mode « hausmannienne » ou de tuiles vernissées rappelant l'habitude ligure de la région niçoise.
Parmi les exemples d'architecture Belle Époque dans la ville, on peut citer l'Excelsior Regina Palace ou encore l'hôtel Boscolo Exedra Nice.